# Stazione di Alba Adriatica-Nereto-Controguerra
Stazione di Alba Adriatica-Nereto-Controguerra vasútállomás Olaszországban, Alba Adriatica településen.

## Vasútvonalak
Az állomást az alábbi vasútvonalak érintik:
- Ancona–Lecce-vasútvonal

## Kapcsolódó állomások
A vasútállomáshoz az alábbi állomások vannak a legközelebb:
- Stazione di Tortoreto Lido
- Stazione di Porto d'Ascoli